# Dorothy Tyler

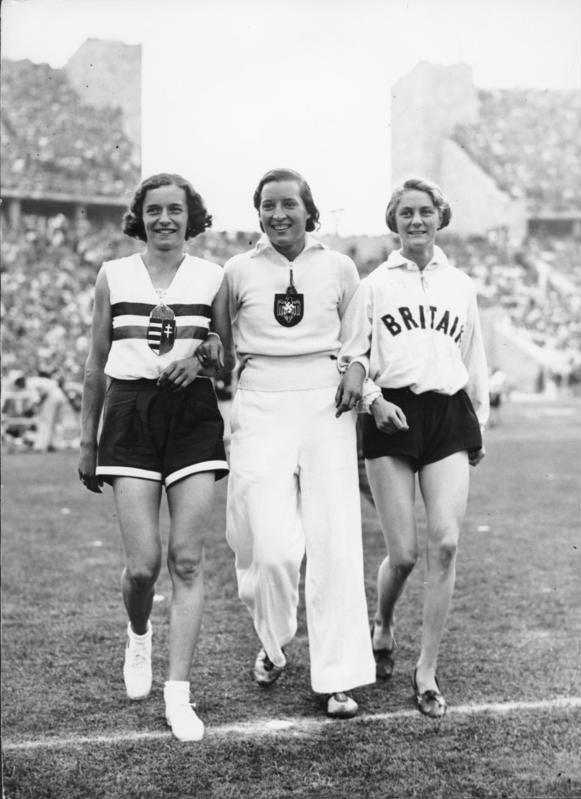
Die Medaillengewinnerinnen im Hochsprung 1936 in Berlin von links nach rechts: Ibolya Csák (Gold), Elfriede Kaun (Bronze), Dorothy Odam (Silber)

Dorothy Jennifer Beatrice Tyler (geb. Dorothy Odam; * 14. März 1920 in Stockwell; † 25. September 2014 in der Grafschaft Suffolk) war eine britische Leichtathletin, die vor und nach dem Zweiten Weltkrieg im Hochsprung Medaillen bei großen Meisterschaften gewann. Neben zwei Silbermedaillen bei Olympischen Spielen siegte sie zweimal bei den Commonwealth Games und erhielt je eine Silbermedaille bei Europameisterschaften und Commonwealth Games.

## Karriere
Im April 1936 stellte Dorothy Odam den Weltrekord von 1,65 Meter ein, diese Leistung wurde aber nicht offiziell als Weltrekord anerkannt. Bei den Olympischen Spielen 1936 in Berlin übersprangen drei Springerinnen die Höhe von 1,60 Meter: Die Ungarin Ibolya Csák im ersten Versuch, Dorothy Odam im zweiten Versuch und die Deutsche Elfriede Kaun im dritten Versuch. Da damals die Mehrversuchsregel noch nicht galt, kam es zum Stechen, in dem Csak 1,62 Meter überwand und Odam 1,60 Meter. Da Kaun jeweils riss, ergab sich nach dem Stechen dieselbe Reihung wie nach der heute üblichen Mehrversuchsregel. Bei den British Empire Games 1938 in Sydney siegte Odam mit 1,60 Meter vor ihrer Landsfrau Dora Gardner, bei den Europameisterschaften 1938 war Odam nicht am Start. Am 29. Mai 1939 übersprang Odam als erste Frau die Höhe von 1,66 Meter und dieses Mal wurde ihr Weltrekord anerkannt.
Erst 1948 nahm sie, mittlerweile als Dorothy Tyler, wieder an einer großen Meisterschaft teil: Bei den Olympischen Spielen 1948 in ihrer Heimatstadt London sprang sie neuen Landesrekord von 1,68 Meter. Da die US-Amerikanerin Alice Coachman ebenfalls 1,68 überwand, musste Dorothy Tyler nach zwölf Jahren erneut ins Stechen um Gold und wieder gewann sie die Silbermedaille. Im Februar 1950 fanden in Auckland die ersten Empire Games nach dem Weltkrieg statt. Tyler gewann zum zweiten Mal nach 1938; ebenso wie ihre zweitplatzierte Landsfrau Bertha Crowther überquerte sie 1,60 Meter. Im August 1950 bei den Europameisterschaften in Brüssel sprangen drei Springerinnen über 1,63 Meter, nach der mittlerweile eingeführten Mehrversuchsregel siegte ihre Landsfrau Sheila Alexander vor Tyler und Galina Ganeker aus der Sowjetunion.
Auch in den folgenden Jahren erreichte Tyler noch vordere Platzierungen. Bei den Olympischen Spielen 1952 belegte sie mit 1,58 Meter den siebten Platz. Im Sommer 1954 fanden die British Empire and Commonwealth Games in Vancouver statt. Die Nordirin Thelma Hopkins siegte mit 1,68 Meter, Tyler holte mit 1,60 Meter Silber für England. Ende 1956 bei den Olympischen Spielen in Melbourne stand Dorothy Tyler in ihrem vierten olympischen Finale, mit 1,60 Meter belegte sie den zwölften Platz.
1935 übersprang Dorothy Odam erstmals die Höhe von fünf Fuß (152,4 cm), letztmals gelang ihr dies 1966. 1936 war sie die jüngste Leichtathletin, die je einen britischen Rekord aufstellte. Sie gewann acht Landesmeistertitel im Hochsprung von 1936 bis 1956, 1951 gewann sie zusätzlich den Weitsprung und den Fünfkampf.
Bei einer Körpergröße von 1,68 m betrug ihr Wettkampfgewicht 52 kg. 2002 wurde ihr der Titel MBE verliehen.